# 3-Oksoadipatna enol-laktonaza
3-Oksoadipatna enol-laktonaza (EC 3.1.1.24, karboksimetilbutenolidna laktonaza, beta-ketoadipin enol-laktonska hidrolaza, 3-ketoadipat enol-laktonaza, 3-oksoadipinska enol-laktonska hidrolaza, beta-ketoadipat enol-laktonska hidrolaza) je enzim sa sistematskim imenom 4-karboksimetilbut-3-en-4-olid enol-laktonohidrolaza. Ovaj enzim katalizuje sledeću hemijsku reakciju
3-oksoadipat enol-lakton + H2O {\displaystyle \rightleftharpoons } 3-oksoadipat
Ovaj enzim deluje na produkt enzima EC 4.1.1.44, 4-karboksimukonolaktonska dekarboksilaza.

## Literatura
- Nicholas C. Price; Lewis Stevens (1999). Fundamentals of Enzymology: The Cell and Molecular Biology of Catalytic Proteins (Third изд.). USA: Oxford University Press. ISBN 019850229X.
- Eric J. Toone (2006). Advances in Enzymology and Related Areas of Molecular Biology, Protein Evolution (Volume 75 изд.). Wiley-Interscience. ISBN 0471205036.
- Branden C; Tooze J. Introduction to Protein Structure. New York, NY: Garland Publishing. ISBN 0-8153-2305-0.
- Irwin H. Segel. Enzyme Kinetics: Behavior and Analysis of Rapid Equilibrium and Steady-State Enzyme Systems (Book 44 изд.). Wiley Classics Library. ISBN 0471303097.
- William P. Jencks (1987). Catalysis in Chemistry and Enzymology. Dover Publications. ISBN 0486654605.

## Spoljašnje veze
- 3-oxoadipate+enol-lactonase на 